# 徳島文理大学
徳島文理大学（とくしまぶんりだいがく、英語: Tokushima Bunri University）は、徳島県徳島市山城町に本部を置く私立大学。1895年創立、1966年大学設置。大学の略称は徳島文理、文理大、文理。

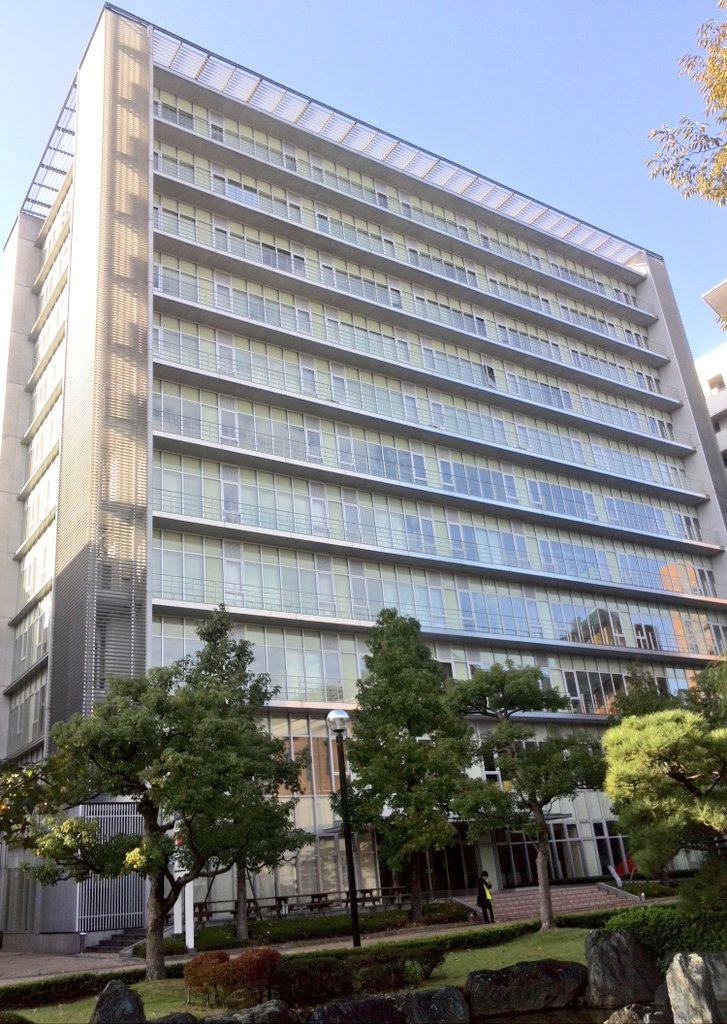
メディアセンター（徳島キャンパス）

## 概観
大学全体
1895年に設立された私立裁縫専修学校を母体とする大学。
2025年に香川キャンパスにある学部・学科等をJR高松駅横に開設する「高松駅キャンパス」へ移転。。
建学の精神
徳島文理大学の母体となった私立裁縫専修学校を設立した村崎サイは「女性の自立」を唱え、「自立協同」を同学校を設立する際に建学の精神とした。
教育および研究
1968年に四国地方初となる音楽学部を開設した。
1972年に中国地方・四国地方の私立大学初となる薬学部を開設した。

## 沿革

### 年表

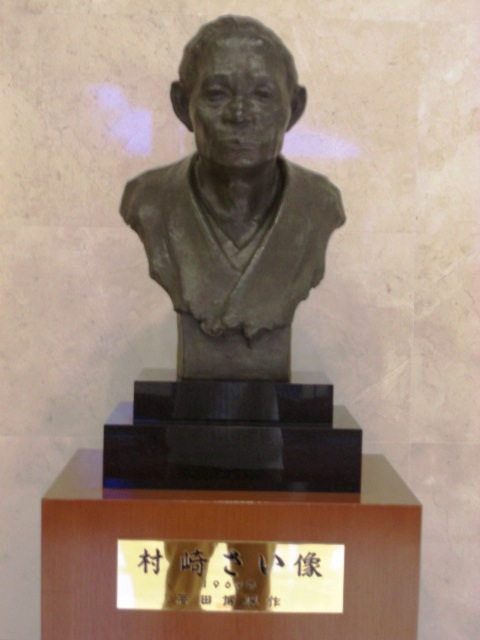
徳島文理大学にあるサイの銅像

- 1895年（明治28年） - 村崎サイが私立裁縫専修学校を創立。
- 1912年（明治45年） - 校舎を新築する。
- 1924年（大正13年） - 徳島女子職業学校設置許可。
- 1932年（昭和07年） - 徳島女子職業学校に経済科設置許可。
- 1944年（昭和19年） - 財団法人村崎女子商業学校認可。
- 1947年（昭和22年） - 財団法人村崎学園認可。村崎高等女学校と変更。
- 1948年（昭和23年） - 村崎女子高等学校と校名変更。
- 1951年（昭和26年） - 学校法人村崎学園認可。
- 1958年（昭和33年） - 徳島女子高等学校と校名変更。
- 1961年（昭和36年） - 徳島女子短期大学を創立。徳島女子短期大学に家政科を設置。
- 1962年（昭和37年） - 徳島女子短期大学の家政科を専修分離（家政専修、食物専修）。
- 1963年（昭和38年） - 徳島女子短期大学に保育科設置。
- 1966年（昭和41年） - 徳島女子大学を創立。徳島女子大学に家政学部家政学科を設置。徳島女子短期大学に文科（国文専攻・英文専攻）、音楽科を設置。
- 1967年（昭和42年） - 徳島女子大学家政学部の家政学科を専攻分離（家政学専攻、管理栄養士専攻）。
- 1968年（昭和43年） - 徳島女子大学に音楽学部音楽学科を設置。
- 1970年（昭和45年） - 徳島女子大学の家政学部に児童学科を設置。徳島女子短期大学に商科を設置。
- 1972年（昭和47年） - 徳島女子大学に薬学部薬学科、衛生薬学科を設置。徳島女子大学を徳島文理大学と校名変更。
- 1973年（昭和48年） - 徳島女子短期大学を徳島文理大学短期大学と校名変更。徳島文理大学附属幼稚園を開設。
- 1974年（昭和49年） - 徳島文理大学短期大学の家政科を専攻分離（家政専攻、食物専攻）。
- 1975年（昭和50年） - 徳島文理大学に音楽専攻科を設置。徳島文理大学附属中学校を開設。
- 1976年（昭和51年） - 徳島女子高等学校を徳島文理高等学校に校名変更。徳島文理大学附属中学校を徳島文理中学校と校名変更。
- 1979年（昭和54年） - 徳島文理大学大学院を開設。徳島文理大学大学院に薬学研究科薬学専攻修士課程を設置。
- 1980年（昭和55年） - 徳島文理大学短期大学を徳島文理大学短期大学部と校名変更。
- 1981年（昭和56年） - 徳島文理大学大学院に薬学研究科薬学専攻に博士課程（後期）を設置。
- 1982年（昭和57年） - 浩宮徳仁親王を迎える。
- 1983年（昭和58年） - 香川県志度町大字志度（現・香川県さぬき市志度）に香川キャンパスを開設。徳島文理大学に文学部日本文学科、英米文学科を設置。
- 1984年（昭和59年） - 徳島文理小学校を開設。
- 1987年（昭和62年） - 徳島文理大学短期大学部に経営情報科を設置。
- 1988年（昭和63年） - 徳島文理大学短期大学部の家政科を生活科学科に、家政専攻を生活科学専攻に名称変更。
- 1989年（平成元年） - 徳島文理大学に工学部機械電子工学科、情報システム工学科を設置。
- 1992年（平成04年） - 徳島文理大学文学部にコミュニケーション学科を設置。徳島文理大学大学院に文学研究科地域文化専攻修士課程を設置。
- 1993年（平成05年） - 徳島文理大学に家政学専攻科を設置。徳島文理大学大学院に工学研究科システム制御工学専攻修士課程を設置。
- 1994年（平成06年） - 徳島文理大学家政学部に生活環境情報学科を設置。徳島文理大学大学院文学研究科に地域文化専攻博士課程（後期）を設置。
- 1995年（平成07年） - 徳島文理大学大学院工学研究科にシステム制御工学専攻博士課程（後期）を設置。学園創立100周年。
- 1996年（平成08年） - 徳島文理大学短期大学部文科の英文専攻を英語文化専攻に名称変更。
- 1997年（平成09年） - 徳島文理大学短期大学部文科の国文専攻を日本文学専攻に名称変更。徳島文理大学大学院に家政学研究科食物学専攻修士課程、生活環境情報学専攻修士課程を設置。
- 1998年（平成10年） - 徳島文理大学大学院の家政学研究科に児童学専攻（児童教育学コース、臨床心理学コース）（修士課程）を設置。徳島文理大学大学院の薬学研究科に医療薬学専攻修士課程を設置。徳島文理大学の家政学部に人間発達学科を設置。徳島文理大学の文学部に文化財学科を設置。徳島文理大学の工学部に環境システム工学科を設置。
- 1999年（平成11年） - 徳島文理大学大学院の家政学研究科に人間生活学専攻博士課程（後期）を設置。徳島文理大学短期大学部の文科を言語コミュニケーション学科に改組。
- 2000年（平成12年） - 徳島文理大学に総合政策学部総合政策学科を設置。
- 2002年（平成14年） - 徳島文理大学薬学部の衛生薬学科を医療薬学科に名称変更。徳島文理大学家政学部家政学科の管理栄養士専攻を食物栄養学科に改組。徳島文理大学家政学部の生活環境情報学科を家政学部生活情報学科と家政学部住居学科に改組。徳島文理大学の家政学部を人間生活学部に名称変更。徳島文理大学家政学部の家政学科家政学専攻を人間生活学科に改組。
- 2003年（平成15年） - 徳島文理大学の人間生活学部に人間福祉学科を設置。徳島文理大学人間生活学部の人間発達学科を心理学科に改組。徳島文理大学文学部の英米文学科を英米言語文化学科に改組。徳島文理大学短期大学部の経営情報科を地域ビジネス情報科に改組。
- 2004年（平成16年） - 徳島文理大学の工学部にナノ物質工学科を設置。徳島文理大学大学院に総合政策研究科地域公共政策専攻専門職学位課程を設置。徳島文理大学に香川薬学部創薬学科を設置
- 2005年（平成17年） - 徳島文理大学大学院に香川薬学研究科創薬科学専攻博士課程（前期・後期）を設置。徳島文理大学の家政学専攻科を人間生活学専攻科に名称変更。徳島文理大学大学院の家政学研究科を人間生活学研究科に名称変更。徳島文理大学大学院人間生活学研究科の児童学専攻臨床心理学コースを心理学専攻博士課程（前期）に改組。徳島文理大学大学院工学研究科にナノ物質工学専攻博士課程（前期・後期）を設置。学校法人村崎学園創立百十周年記念式典を挙行。
- 2006年（平成18年） - 徳島文理大学人間生活学部の生活情報学科をメディアデザイン学科に名称変更。徳島文理大学薬学部の薬学科（4年制）と医療薬学科（4年制）を薬学科（6年制）に改組。徳島文理大学香川薬学部の創薬学科を薬学科（6年制）と薬科学科（4年制）に改組。
- 2007年（平成19年） - 徳島文理大学の工学部に臨床工学科を設置。徳島文理大学人間生活学部の人間福祉学科を人間福祉学部人間福祉学科に改組。
- 2008年（平成20年） - 徳島文理大学の人間福祉学部を保健福祉学部に名称変更。徳島文理大学の英米言語文化学科を英語英米文化学科に名称変更。徳島文理大学工学部の機械電子工学科を機械創造工学科に名称変更。徳島文理大学工学部の情報システム工学科を電子情報工学科に名称変更。徳島文理大学の保健福祉学部に看護学科を設置。
- 2009年（平成21年） - 徳島文理大学の工学部を理工学部に名称変更。徳島文理大学に助産学専攻科を設置。徳島文理大学人間生活学部の住居学科を建築デザイン学科に名称変更。
- 2010年（平成22年） - 徳島文理大学の保健福祉学部に理学療法学科を設置。徳島文理大学大学院に香川薬学研究科薬科学専攻修士課程を設置。
- 2012年（平成24年） - 徳島文理大学の保健福祉学部に診療放射線学科を設置。徳島文理大学理工学部の臨床工学科を保健福祉学部へ移行。徳島文理大学大学院に薬学研究科薬学専攻博士課程（4年制課程）を設置。
- 2014年（平成26年） - 徳島文理大学大学院に看護学研究科看護学専攻を設置。
- 2015年（平成27年） - 学園創立120周年記念式典を挙行。
- 2016年（平成28年） - 徳島文理大学大学院の看護学研究科に看護学専攻博士課程を設置。徳島文理大学大学院に総合政策学研究科総合政策学専攻修士課程を設置（総合政策研究科地域公共政策専攻専門職学位課程を総合政策学研究科総合政策学専攻修士課程に改組）。
- 2017年（平成29年） - 徳島文理大学保健福祉学部に口腔保健学科を設置。
- 2020年（令和02年） - 学園創立125周年式典を挙行。
- 2025年（令和07年） - 香川キャンパスの学部・学科等をJR高松駅横の「高松駅キャンパス」へ全面移転。総合政策学部に経営学科を開設。

## 基礎データ

### 所在地
- 徳島キャンパス（徳島県徳島市山城町西浜傍示180）
- 高松駅キャンパス（香川県高松市浜ノ町8−5−3）

### 象徴
徳島文理大学歌
- 作詞は土岐善麿、作曲は黛敏郎。

## 教育および研究

### 組織

#### 学部
- 人間生活学部
  - 人間生活学科
  - 食物栄養学科
  - 児童学科
  - メディアデザイン学科
  - 建築デザイン学科
  - 心理学科

- 音楽学部
  - 音楽学科

- 薬学部
  - 薬学科
    - 医薬品研究開発コース[注 1]
    - 漢方・セルフケアコース[注 2]
    - 先端医療薬学コース[注 3]

- 文学部
  - 日本文学科
  - 英語英米文化学科
  - 文化財学科

- 理工学部
  - 機械創造工学科
  - 電子情報工学科
  - ナノ物質工学科

- 総合政策学部
  - 総合政策学科
  - 経営学科 （2025年度開設予定）

- 香川薬学部
  - 薬学科

- 保健福祉学部
  - 人間福祉学科
  - 看護学科
  - 理学療法学科
  - 診療放射線学科
  - 臨床工学科
  - 口腔保健学科

#### 短期大学部
- 生活科学科
  - 生活科学専攻
  - 食物専攻
- 保育科
- 言語コミュニケーション学科
- 音楽科
- 商科

#### 大学院
特に記載がない場合は博士前期課程・博士後期課程
- 薬学研究科
  - 薬学専攻（博士課程（4年制））
- 文学研究科
  - 地域文化専攻
- 工学研究科
  - システム制御工学専攻
  - ナノ物質工学専攻
- 人間生活学専攻
  - 人間生活学専攻（博士後期課程）
  - 食物学専攻（博士前期課程）
  - 生活環境情報学専攻（博士前期課程）
  - 児童学専攻（博士前期課程）
  - 心理学専攻（博士前期課程）
- 看護学研究科
  - 看護学専攻
- 総合政策学研究科
  - 総合政策学専攻（修士課程）

#### 専攻科
いずれの専攻科・専攻も徳島文理大学の専攻科である。
- 音楽専攻科
  - 器楽専攻
  - 声楽専攻
- 人間生活学専攻科
  - 人間生活学専攻
  - 児童学専攻
- 助産学専攻科

#### 附属機関

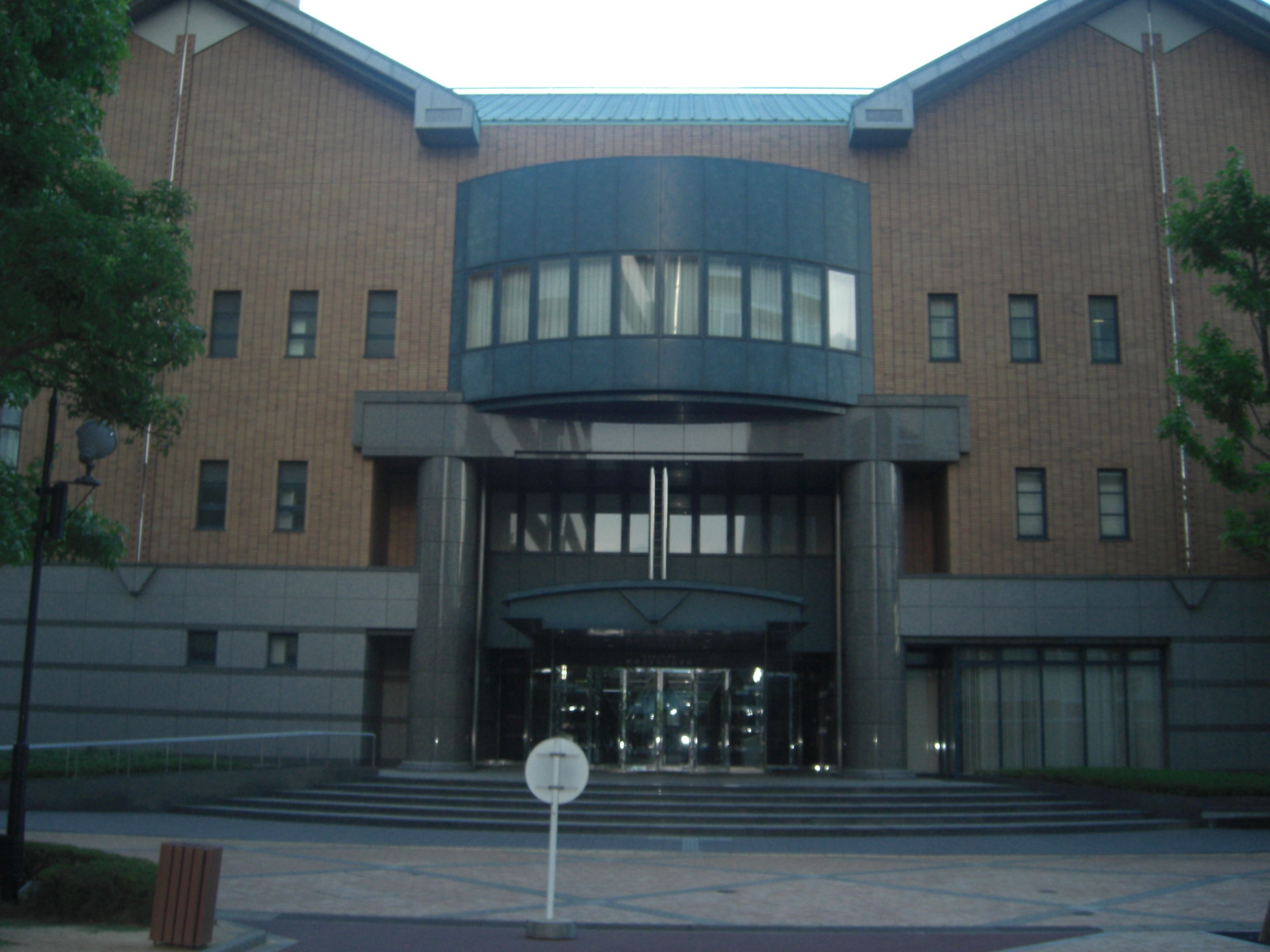
村崎凡人記念図書館

- 生薬研究所
- 比較文化研究所
- 健康科学研究所
- 未来科学研究所
- 神経科学研究所
- 臨床心理相談室
- 村崎サイメモリアルホール
- 村崎凡人記念図書館
- リサーチ アンド メディアライブラリー
- むらさきホール

### 教育
- 社会人の学び直しニーズ対応教育推進プログラム
  - 「コンパクトシティー教育拠点構想における実践英語能力ステップアッププログラム」
- 新規学習ニーズ対応プログラム支援経費
  - 「地域活性化のための『デザイン』スキル向上におけるキャリア・リスタートプログラム」

## 学生生活

### 部活動・クラブ活動・サークル活動

#### 徳島キャンパス

##### 体育部
- 弓道部
- 剣道部
- 硬式テニス部
- 男子サッカー部
- 準硬式野球部
- 女子バスケットボール部
- 女子バレーボール部
- ソフトテニス部
- 卓球部
- 男子バスケットボール部
- 男子バレーボール部
- ダンス部
- 日本拳法部
- バドミントン部
- フットサル部
- 陸上競技部
- 女子サッカー部
- 空手道部

##### 文化部
- BBS部
- HOT STAFF部
- うたおは部
- 軽音楽部
- コミックアート部
- 茶道部
- 写真部
- 手話部"Friends"
- 書道部
- 筝曲部
- 人形浄瑠璃部
- 放送部"ナナイロ☆アンテナ"
- 和太鼓部"優"
- とくしま思春期ピアサークル部

##### 同好会・サークル
- 心理サークル"KOKORO"
- 天文同好会
- 羽球同好会
- 籠球同好会
- 薬学テニスサークル"バルデマッチ"
- 女子ソフトボールサークル
- Bunriハンドベルクワイア
- バレーボールサークル
- サッカー・フットサルサークル
- トレーニングサークル
- 地域防災研究会
- La Vie en rose
- LGBTQサークル「レインボーコネクト」

##### 郷土芸能振興サークル
- エイサー団体ニライカナイ[沖縄県人会]
- よさこい"TOSAMONO"
- 阿波踊り

徳島文理大学の阿波踊りのサークルでは、毎年4月に徳島市で行われる「はな・はる・フェスタ」の阿波踊りコンテストで連覇を達成するほどの実力であり、阿波踊りの有名連にも劣らぬ実力を持っている。連盟は「徳島文理大学連」。

##### 委員会
- 山城祭実行委員会
- クラブ執行委員会
- オープンキャンパス学生スタッフ

#### 香川キャンパス

##### 体育部
- 弓道部
- トレーニング部
- 卓球部
- 男女硬式テニス部
- 男女ソフトテニス部
- バスケットボール部
- バドミントン部
- バレーボール部
- ダンス部
- 総合競技部（陸上・水泳）
- 軟式野球部（Radiation）

##### 文化部
- 軽音フリーミュージック部
- 茶道部
- 書道部
- 文芸部
- パソコン・TRPG部
- 漫画研究部
- レインボーの会
- ロボットクラブ
- アニメ研究部

##### 愛好会
- 写真愛好会
- お茶研究会
- フットサルサークル

##### 委員会
- 執行部
- 杏樹祭実行委員会

### 学園祭
徳島文理大学の学園祭は、徳島キャンパスでは「山城祭」、香川キャンパスでは「杏樹祭」と呼ばれ、毎年10月に行われている。徳島キャンパスのある位置が山城町であることから「山城祭」と呼ばれており、3日間に渡り行われる。

## 大学関係者と組織

### 大学関係者組織
徳島文理大学の同窓・親睦会組織はアカンサス会と薬友会（やくゆうかい）がある。アカンサス会は大学が本部として組織しており徳島県支部と香川県支部がある。薬友会は徳島文理大学薬学部と香川薬学部の卒業生によって形成されている。
- アカンサス会
  - アカンサス同窓会事務局（徳島県支部） - 徳島県徳島市山城町西浜傍示180
  - 香川県支部 - 香川県さぬき市志度字堂林1314-1

### 大学関係者一覧
- 徳島文理大学の人物一覧

## 施設

### むらさきホール
徳島文理大学音楽学部にあるコンサートホール。2000年に学園創立110周年記念として徳島キャンパスに誕生した。

#### 概要
学園創立110周年記念で2000年オープン。大型キャノピーを日本で初めて、世界では4番目に設置。演奏形態に応じて最適の音響効果を得ることができる。シューボックス型のコンサートホール。総合設計は村崎正人が手掛けている。
この「むらさきホール」という名前は、学園開祖である村崎サイからとったものである。

#### 主な施設
1階
- 控室
- 更衣室
- 出演者ラウンジ
- ピアノ庫
- 荷受けステージ
- アンサンブル室
- 楽器庫
- ボストンホール
  - 収容人員300人の多目的ホール。
  - ボストンシンフォニーホールを基本としており、スタンウェイ、ベーゼンドルファーのフルコンサートを常設。
- 舞台
- 客席
- 音響調整室
- ホワイエ
- 玄関ホール
- 前室

2階
- 多目的室
- コーラス席
- ホワイエ
- 調光室
- 客席

3階
- 古楽器展示室
  - 1872年製シュバイクホーファーのグランドピアノ、オルピカ鍵盤楽器、ハルモニウムなどが展示。
  - 姉妹校であるウィーン国立音楽大学より寄贈されたベートーヴェンとモーツァルトの自筆の楽譜の復刻本が展示。
- ホワイエ
- 客席

### キャンパス

#### 徳島キャンパス

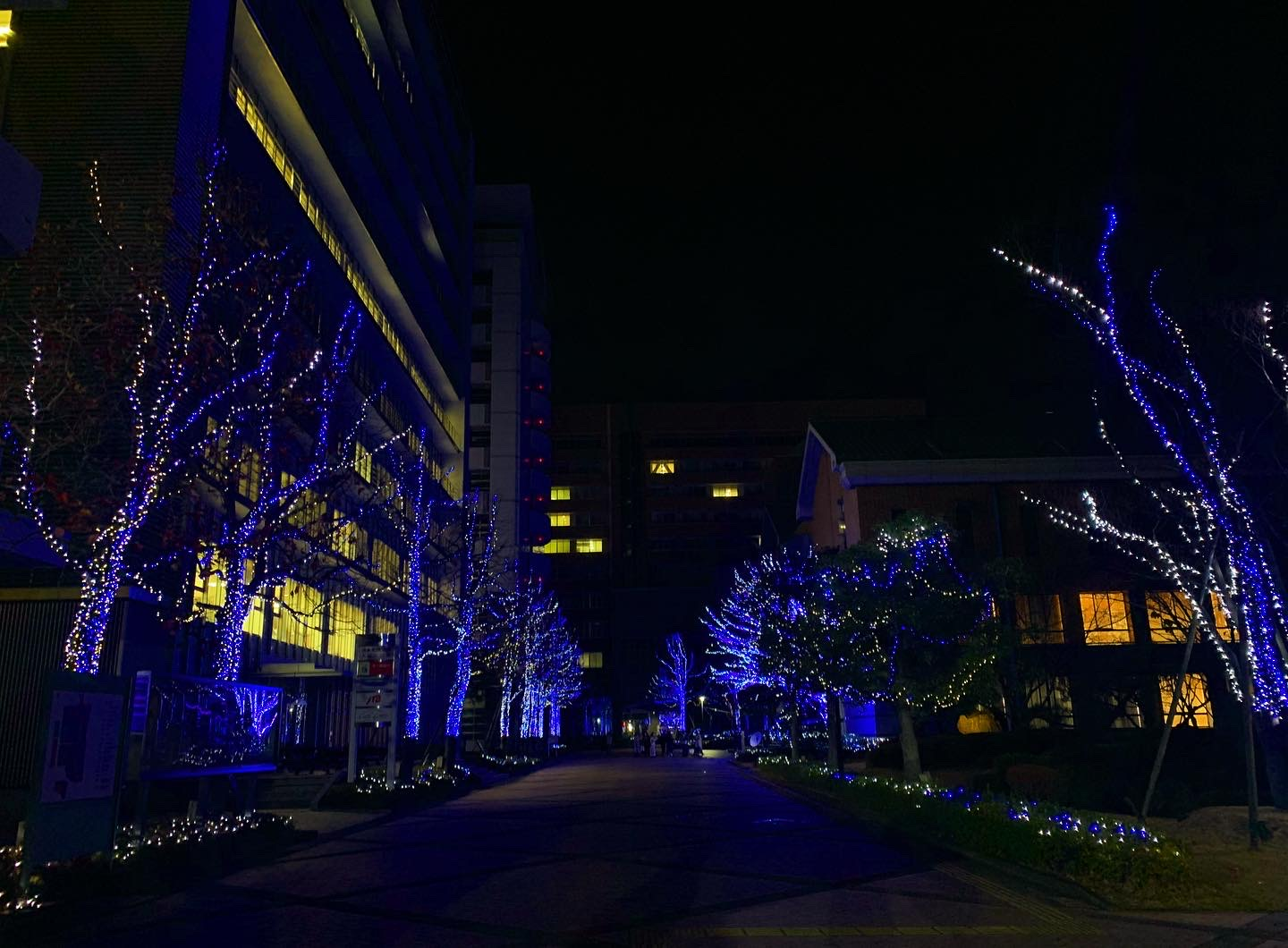
徳島キャンパスで毎年冬に行われているイルミネーションのイベント「文理ナリエ」の様子。

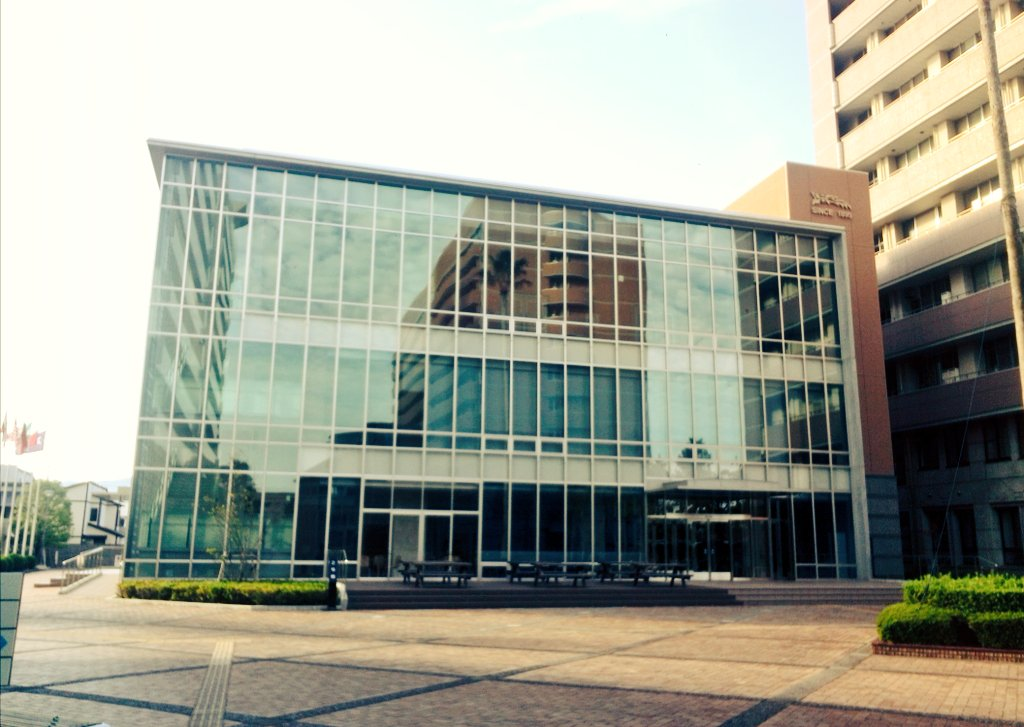
アカンサスホール

- 使用学部：薬学部、人間生活学部、保健福祉学部(理学療法学科、看護学科、人間福祉学科、口腔保健学科)、総合政策学部、音楽学部
- 使用研究科：薬学研究科、人間生活学研究科、総合政策研究科、看護学研究科
- 使用附属施設：村崎凡人記念図書館、むらさきホール、アカンサスホール、メディアセンター
- 交通アクセス：徳島市営バス「山城町・ふれあい健康館行」・「南部循環」乗車、「文理大学前」降車。

#### 香川キャンパス

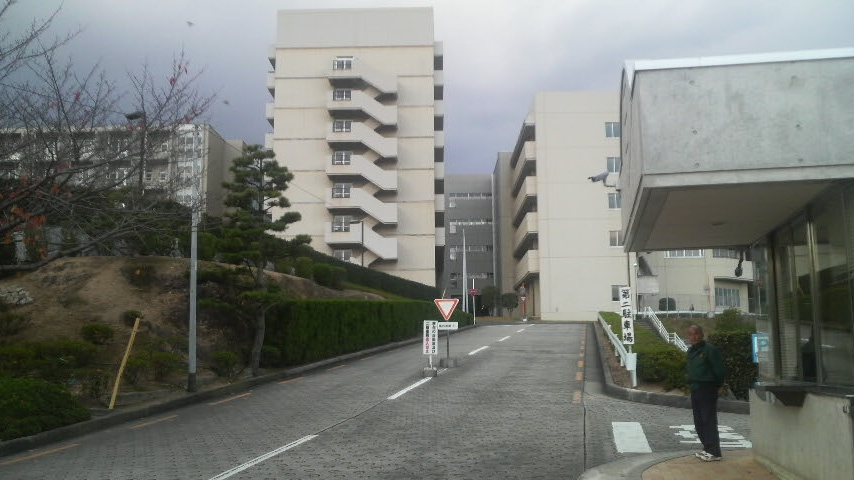
旧香川キャンパス

- 使用学部：保健福祉学部（臨床工学科、診療放射線学科）、香川薬学部、理工学部、文学部
- 使用研究科：工学研究科、文学研究科、薬学研究科
- 使用附属施設：リサーチ アンド メディアライブラリー、村崎サイメモリアルホール
- 交通アクセス：JR高徳線志度駅よりさぬき市コミュニティバス「徳島文理大」下車。

## 対外関係

### 国内単位互換協定校
- 放送大学[2]

### 学術協定締結校（姉妹校）
大学の公式サイトでは、「学術協定締結校」と「姉妹校」が厳密に区分されていないため、この節の見出しでは「学術協定締結校（姉妹校）」と記述する。
- カナダ
  - バンクーバー・コミュニティ・カレッジ（1988年）
  - ランガラ・カレッジ（1995年） - 学園創立100周年を記念して姉妹校協定締結。
- アメリカ合衆国
  - マサチューセッツ工科大学（1995年）
  - インディアナ大学（1998年）
  - シェナンドー大学（2000年）
- ベトナム
  - ベトナム国家大学ハノイ校（1999年）
- オーストリア
  - ウィーン国立音楽大学（2000年）
- 香港
  - 香港大学（2003年）
  - 香港城市大学（2005年）
- 韓国
  - 檀国大学校（2004年）
  - 水原大学校（2013年）
  - 水原科学大学（2013年）
- イタリア
  - パヴィア大学（2006年）
- スロベニア
  - ヨーゼフ・ステファン国際大学院（2005年）
- オーストラリア
  - グリフィス大学（2008年）
- イギリス
  - グロスターシャー大学（2009年）
- 台湾
  - 中山医学大学（2010年）
  - 大仁科技大学（2010年）
  - 台南応用科技大学（2010年）
  - 台北医学大学（2010年）
  - 嘉南薬理科技大学（2011年）
  - 義守大学（2011年）
  - 東海大学（2011年）
  - 国立台中教育大学（2011年）
  - 国立台湾師範大学（2012年）
  - 中原大学（2012年）
  - 開南大学（2012年）
  - 淡江大学（2014年）
- 中国
  - 厦門大学（2013年）
  - 広東省外語芸術職業学院（2015年）
- ポーランド
  - ルブリン医科大学（2018年）

### 学部間学術交流協定校
- 台湾
  - 国立台北教育大学人文芸術学院（2018年）

### 高大連携校
- 台湾
  - 新民高級中学（2009年）
  - 楽育高級中学（2010年）
  - 南湖高級中学（2010年）
  - 樹徳高級家事商業就職学校（2010年）
  - 三民高級中学（2011年）
  - 康橋双語学校（2013年）
  - 彰化高級中学（2016年）
- 韓国
  - 安山江西高等学校（2014年）
- 中国
  - 北京語言大学附属大連高級中学（2015年）

### 自治体・企業等
- 徳島県「地域貢献に関する包括連携協定書」に基づく締結（2014年2月20日）
- 徳島市「地域貢献に関する包括連携協定書」に基づく締結（2014年3月4日）
- 香川県「包括連携・協力に関する協定書」に基づく締結（2014年3月26日）
- 高松市「連携協力に関する協定書」に基づく締結（2014年2月6日）
- さぬき市「連携に関する協定書」に基づく締結（2013年11月25日）

## 附属学校
- 徳島文理中学校・高等学校
- 徳島文理小学校
- 徳島文理大学附属幼稚園